# اسماعیل موالا
اسماعیل موالا (انگلیسی: Ismaïl Moalla؛ زادهٔ ۳۰ ژانویهٔ ۱۹۹۰) بازیکن والیبال اهل تونس است.
از باشگاه‌هایی که در آن بازی کرده‌است می‌توان به باشگاه والیبال فنرباغچه و باشگاه والیبال صفاقسی اشاره کرد.